# Eiður Sigurbjörnsson

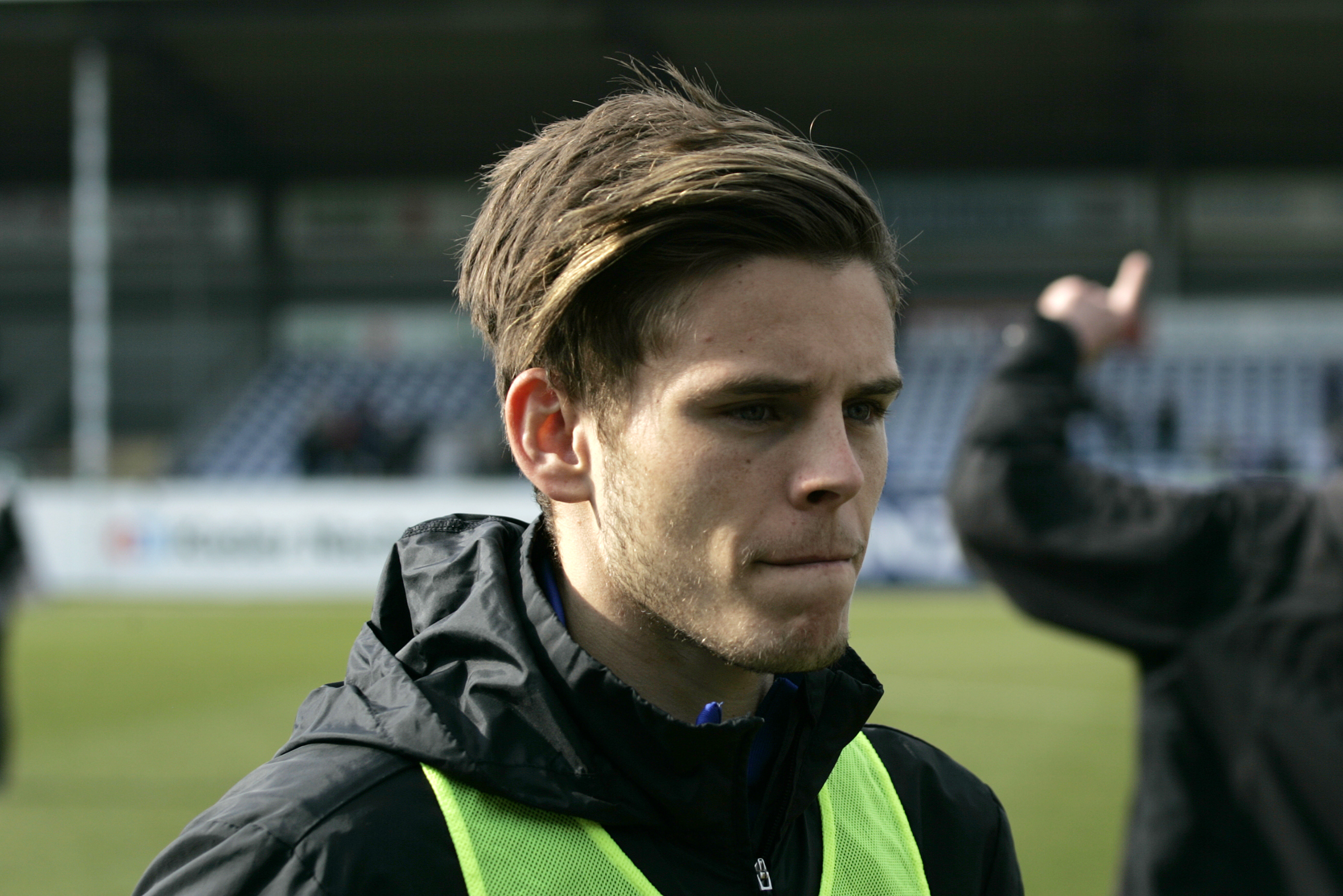
Eiður Sigurbjörnsson (2016)

Eiður Aron Sigurbjörnsson (* 26. Februar 1990) ist ein isländischer Fußballspieler. Der Abwehrspieler spielte in seiner bisherigen Karriere in seinem Heimatland, Norwegen, Schweden und Deutschland.

## Werdegang
Eiður entstammt der Jugend von ÍBV Vestmannaeyjar. 2008 debütierte er für die Wettkampfmannschaft des Klubs, in der er sich im folgenden Jahr als Stammspieler etablierte und mit dem Erstligaaufsteiger auf dem letzten Nicht-Abstiegsplatz die Klasse in der Pepsideild hielt. In der Spielzeit 2010 erreichte er mit dem Klub als Tabellendritter die Qualifikationsphase zur UEFA Europa League und machte parallel auch international auf sich aufmerksam.
Im Sommer 2011 wechselte Eiður nach Schweden zu Örebro SK. Bis zum Ende der Spielzeit 2011 bestritt er sieben Ligaspiele, zudem wurde er Nationalspieler in der isländischen U-21-Auswahlmannschaft und von Nationaltrainer Lars Lagerbäck für ein Trainingslager der isländischen A-Nationalmannschaft im Januar 2012 eingeladen. Anschließend rückte er jedoch bei seinem Klub ins zweite Glied und kam in der Spielzeit 2012 – gegen Ende der Saison teilweise auch verletzungsbedingt – zu keinem Spieleinsatz. Im Januar 2013 kehrte er daraufhin auf Leihbasis zu seinem isländischen Heimatverein zurück. Dort verpasste er lediglich aufgrund einer Gelbsperre alle Saisonspiele. Im folgenden Jahr wurde das Leihgeschäft erneuert, mit ÍBV Vestmannaeyjar wurde zudem eine Kaufoption vereinbart. Im Sommer 2014 wurde die Vereinbarung jedoch aufgelöst, anschließend wechselte der Abwehrspieler ebenfalls auf Leihbasis zum norwegischen Klub Sandnes Ulf.
Zum Jahreswechsel 2014/15 stand Örebro SK mit verschiedenen Vereinen in Verhandlungen und Eiður bestritt einige Probetrainings. Nachdem zunächst kein Transfer zustande gekommen war, überzeugte er im Trainingslager des Vereins im Februar 2015 in Portugal und wurde anschließend im Lauf der Gruppenphase im schwedischen Pokal 2014/15 Stammspieler. Während die von Alexander Axén betreute Mannschaft um Robert Åhman-Persson, Ahmed Yasin Ghani, Daniel Gustavsson, Patrik Haginge, Karl Holmberg und Nordin Gerzić im Frühjahr 2015 am Tabellenende reüssierte, erreichte sie das Pokalendspiel gegen IFK Göteborg. Gegen den seinerzeitigen Tabellenführer der Meisterschaft erzielte Ayanda Nkili dort am 17. Mai die zwischenzeitliche 1:0-Führung, das Spiel ging jedoch mit einer 1:2-Niederlage verloren.
Nach Ende der Spielzeit 2015 verließ Eiður Schweden und wechselte zum deutschen Klub Holstein Kiel, bei dem er einen bis zum Sommer 2017 gültigen Kontrakt unterzeichnete. In der Rückrunde der Spielzeit 2015/16 kam er in der 3. Liga zu zwölf Spieleinsätzen und lief auch für die Reservemannschaft auf. Auch in der folgenden Spielzeit kam er nicht über den Status eines Ergänzungsspielers hinaus und bestritt sieben der 38 möglichen Ligaspiele.
Nach Ablauf seines Vertrages im Sommer 2017 in Norddeutschland kehrte Eiður in sein Heimatland zurück und schloss sich Valur Reykjavík an. Mit dem Klub gewann er am Ende des Jahres den nationalen Meistertitel, zu dessen Titelverteidigung er in der Spielzeit 2018 in 20 Ligaspielen beitrug.